# Coaley
Coaley – wieś w Anglii, w hrabstwie Gloucestershire, w dystrykcie Stroud. Leży 19 km na południe od miasta Gloucester i 155 km na zachód od Londynu. Miejscowość liczy 773 mieszkańców.